# Sundaneser
Sundaneserna (indonesiska: Orang Sunda; sundanesiska: ᮅᮛᮀ ᮞᮥᮔ᮪ᮓ, romaniserat: Urang Sunda) är en austronesisk etnisk grupp som är infödd i den västra delen av Javaön i Indonesien, främst i Västjava. De uppgår till cirka 42 miljoner och utgör Indonesiens näst största etniska grupp. De talar sundanesiska, som tillhör de austronesiska språken.
Den västra delen av Javaön, nämligen provinserna Västjava, Banten och Jakarta samt den västligaste delen av Centraljava, kallas av sundaneserna för Tatar Sunda eller Pasundan (vilket betyder "sundanesisk land").
Sundanesiska migranter kan också hittas i Lampung, Sydsumatra och, i mindre utsträckning, i Centraljava och Östjava. Sundaneserna finns även på flera andra öar i Indonesien, såsom Sumatra, Kalimantan, Sulawesi, Bali och Papua.

## Ursprung

### Migrationsteorier
Sundaneserna har austronesiskt ursprung och tros ha härstammat från Taiwan. De migrerade genom Filippinerna och nådde Java mellan 1 500 f.Kr. och 1 000 f.Kr. Det finns dock även en hypotes som hävdar att de austronesiska förfäderna till dagens sundaneser ursprungligen kom från Sundaland, en massiv sjunken halvö som idag utgör Javahavet, Malackasundet och Sundasundet samt öarna däremellan. Enligt en ny genetisk studie har sundaneserna, tillsammans med javaneser och balineser, en betydande blandning av austroasiatiskt och austronesiskt ursprung

### Ursprungsmyt
Den Sunda Wiwitan-tron innehåller den mytiska berättelsen om sundanesernas ursprung. Enligt denna tro skapade Sang Hyang Kersa, den högsta gudomliga varelsen i den forntida sundanesiska tron, sju bataras (gudar) i Sasaka Pusaka Buana (Den Heliga Platsen på Jorden). Den äldsta av dessa bataras kallas Batara Cikal och anses vara förfadern till Kanekes-folket. De övriga sex bataras styrde olika områden i Sunda-landet i västra Java. En sundanesisk legend om Sangkuriang innehåller minnet av en forntida sjö i Bandungbäckenets högland, vilket tyder på att sundaneserna har bebott regionen sedan mesolitisk tid, för minst 20 000 år sedan. En annan populär sundanesisk legend nämner skapandet av Parahyangan (Priangan)-höglandet, som är hjärtat av det sundanesiska riket: "När hyangerna (gudarna) log, skapades Parahyangan-landet." Denna legend antyder att Parahyangan-höglandet betraktades som gudarnas lekplats eller boning, samtidigt som den lyfter fram dess natursköna skönhet.

## Historia

### Hindu-buddhistiska kungadömena

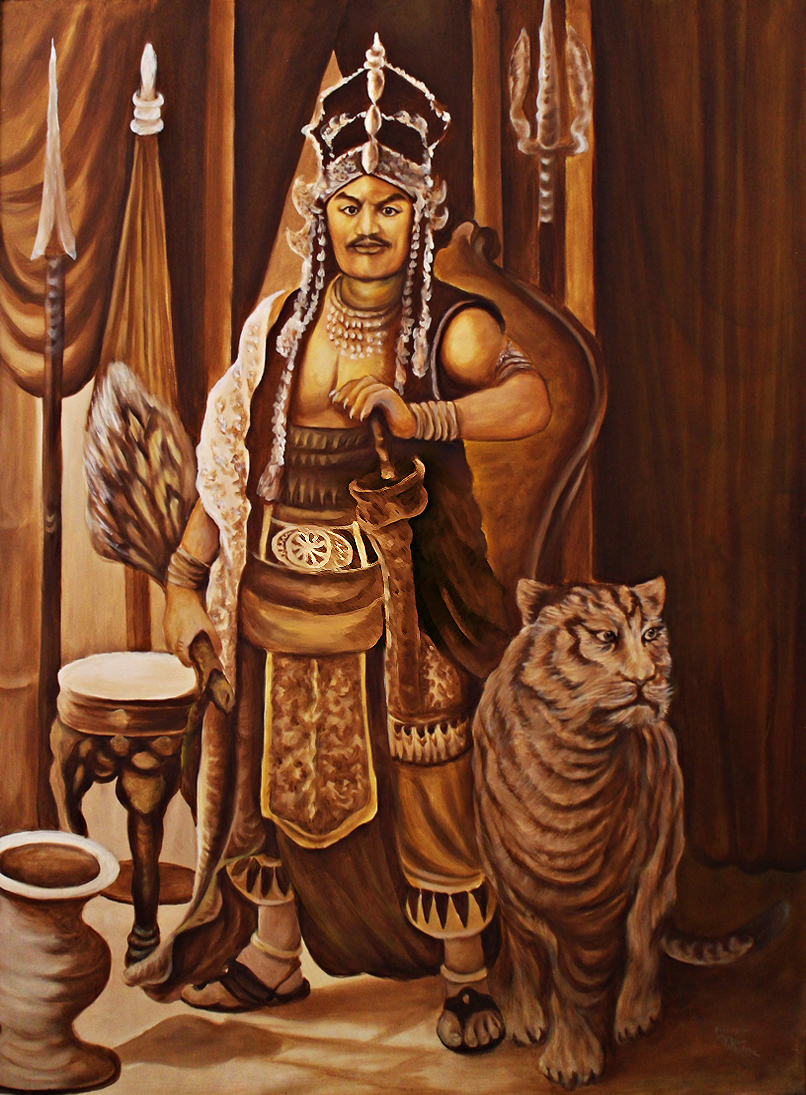
En avbildning av kung Siliwangi i Keraton Kasepuhan i Cirebon.

Det tidigaste historiska riket som uppstod i det sundanesiska området i västra Java var kungariket Tarumanagara, som blomstrade mellan 300-talet och 600-talet. Hinduiska influenser nådde de sundanesiska folken redan på 300-talet e.Kr., vilket framgår av inskriptioner från Tarumanagara. Antagandet av denna dharmiska tro i det sundanesiska sättet att leva var dock aldrig lika intensivt som hos deras javanesiska motsvarigheter. Det verkar som att trots att den centrala hovkulturen började anta hinduistisk-buddhistisk kultur och institutioner, behöll majoriteten av de vanliga sundaneserna fortfarande sin inhemska natur- och förfäderstroskultur. Vid 300-talet var den äldre megalitiska kulturen troligtvis fortfarande levande bredvid de genomträngande hinduiska influenserna. Hovkulturer blomstrade under antiken, exempelvis under Sunda-rikets tid. Sundaneserna verkar dock inte ha haft resurser eller önskan att bygga stora religiösa monument. Den traditionella lantbrukstekniken för risodling bland de rurala sundaneserna, genom ladang eller huma (torr risodling), bidrog också till små befolkningar i de glest bebodda sundanesiska byarna.

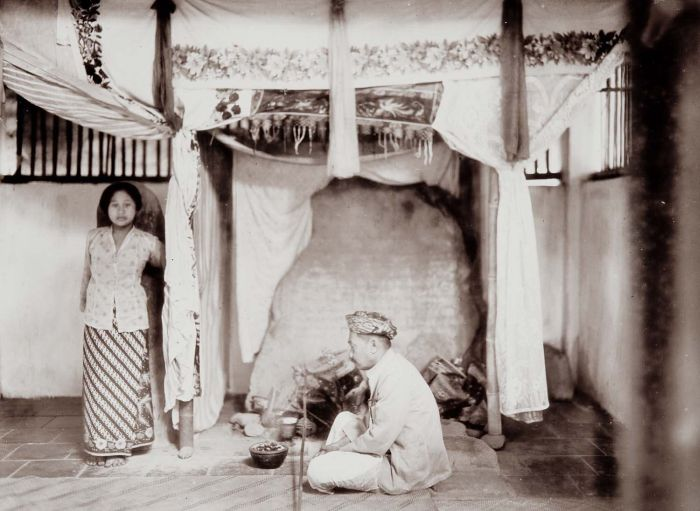
Batutulis-inskriptionen i Bogor beskriver handlingarna av Sunda-kungen Sri Baduga Maharaja, mer känd som Prabu Siliwangi.

De geografiska begränsningarna som isolerade varje region ledde också till att sundanesisk byar kunde njuta av sin enkla livsstil och självständighet ännu mer. Det var förmodligen den faktor som bidrog till den sorglösa naturen, den jämlika, konservativa, självständiga och något individualistiska sociala synen hos sundaneserna. Sundaneserna verkar älska och vörda sin natur på andliga sätt, vilket ledde till att de antog vissa tabun för att bevara naturen och upprätthålla ekosystemet. Den konservativa tendensen och deras något motstånd mot utländska influenser visas i de extrema isolationsåtgärder som antogs av Kanekes- eller Baduy-folket. De har regler mot att interagera med utomstående och att anta utländska idéer, teknologi och livsstilar. De har också infört vissa tabun, såsom att inte fälla träd eller skada skogsdjur, för att bevara sitt naturliga ekosystem.
Ett av de tidigaste historiska dokumenten som nämner namnet "Sunda" återfinns i Kebon Kopi II-inskriptionen, daterad 854 saka (932 e.Kr.), som upptäcktes i Bogor. År 1225 beskriver den kinesiska författaren Chou Ju-kua, i sin bok Chu-fan-chi, hamnen Sin-t'o (Sunda), vilket troligtvis hänvisar till hamnen i Banten eller Kalapa. Genom att undersöka dessa dokument verkar det som att namnet "Sunda" började användas på 1000-talet som en javanesisk term för att beteckna deras västra grannar. En kinesisk källa hänvisar mer specifikt till det som hamnen Banten eller Sunda Kelapa. Efter bildandet och konsolideringen av Sunda-rikets enhet och identitet under Pajajaran-eran, under styre av Sri Baduga Maharaja (populärt känd som kung Siliwangi), blev den gemensamma identiteten för sundaneserna mer fast etablerad. De antog namnet "Sunda" för att identifiera sitt rike, sitt folk och sitt språk.

### Den nederländska kolonialtiden

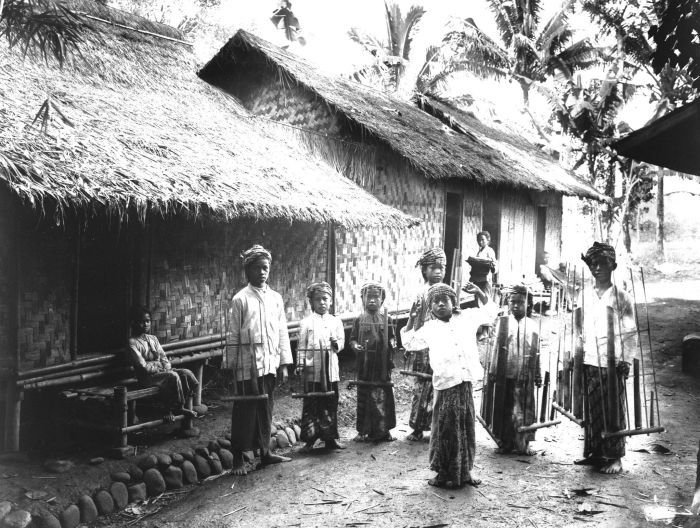
Sundanska pojkar som spelar Angklung i Garut, ca 1910–1930.

Inre Pasundan är bergigt och kuperat, och fram till 1800-talet var det tätt bevuxet med skog och glest befolkat. De sundanesiska folken bodde traditionellt i små och isolerade byar, vilket gjorde det svårt för de inhemska domstolarna att utöva kontroll. Sundaneserna ägnade sig traditionellt åt torr jordbruksodling. Dessa faktorer ledde till att sundaneserna hade en mindre rigid social hierarki och mer oberoende sociala beteenden. På 1800-talet öppnade den nederländska koloniala exploateringen upp stora delar av inlandet för kaffe-, te- och kininproduktion, och höglandssamhället fick ett gränsligt prägel, vilket ytterligare stärkte den individualistiska sundanesiska mentaliteten.

### Samtida era

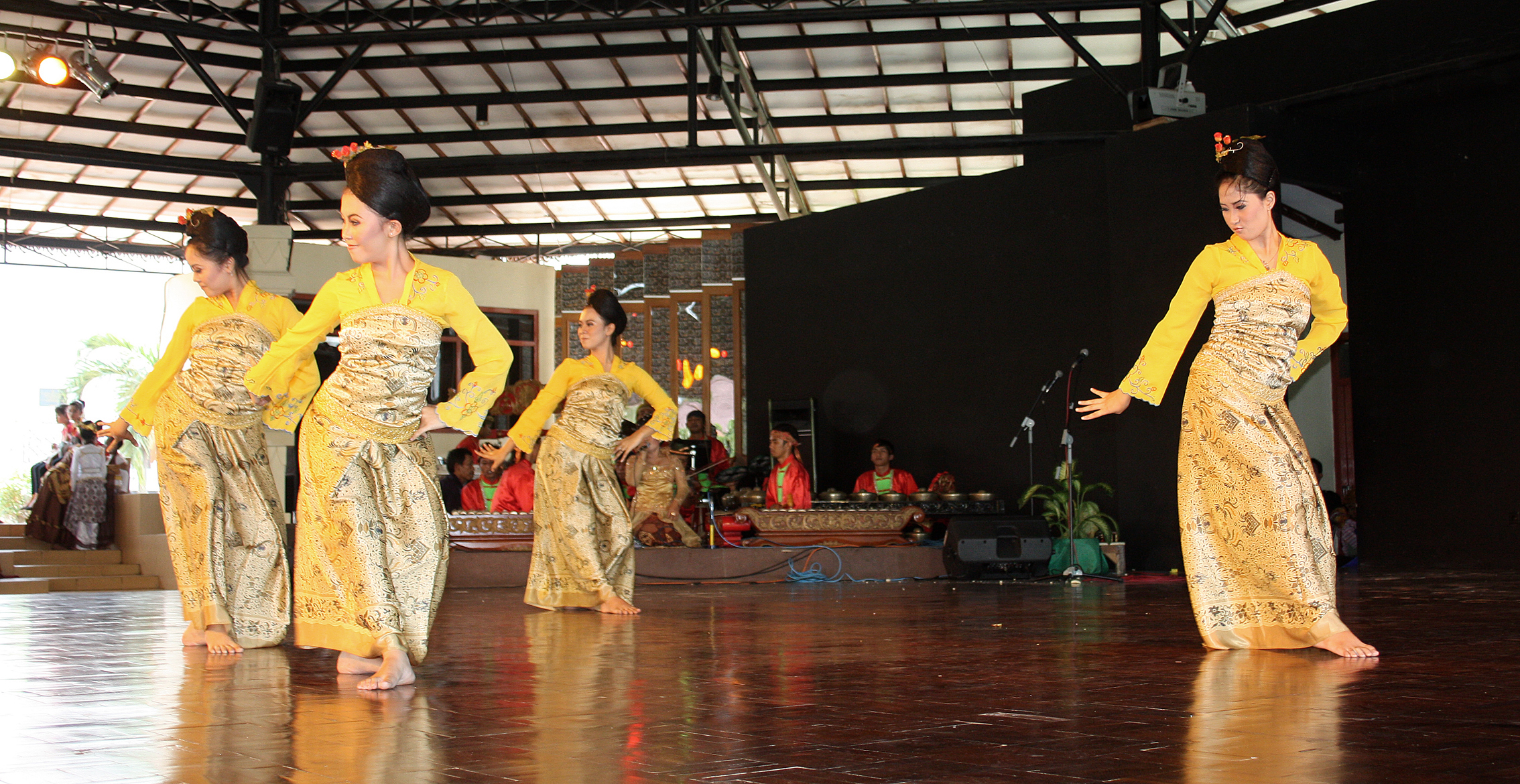
Jaipongan Mojang Priangan, en sundanesisk traditionell dansuppvisning.

Det finns en utbredd tro bland indonesiska etniciteter att sundaneserna är kända för sin skönhet. I sin rapport "Summa Oriental" om det tidiga Sunda-riket på 1500-talet nämnde den portugisiska apotekaren Tomé Pires: "De (sundanesiska) kvinnorna är vackra, och de ädla är kysk, vilket inte är fallet med de från de lägre klasserna." Enligt denna tro är sundanesiska kvinnor en av de vackraste i landet på grund av klimatet (de har en ljusare hudton än andra indonesier) och en kost som innehåller råa grönsaker (de sägs ha särskilt mjuk hud). Bandungska kvinnor, populärt kända som Mojang Priangan, anses vara vackra, modemedvetna och framåtsträvande. Förmodligen på grund av detta söker sig många sundaneser idag till karriärer inom underhållningsindustrin.

## Språk

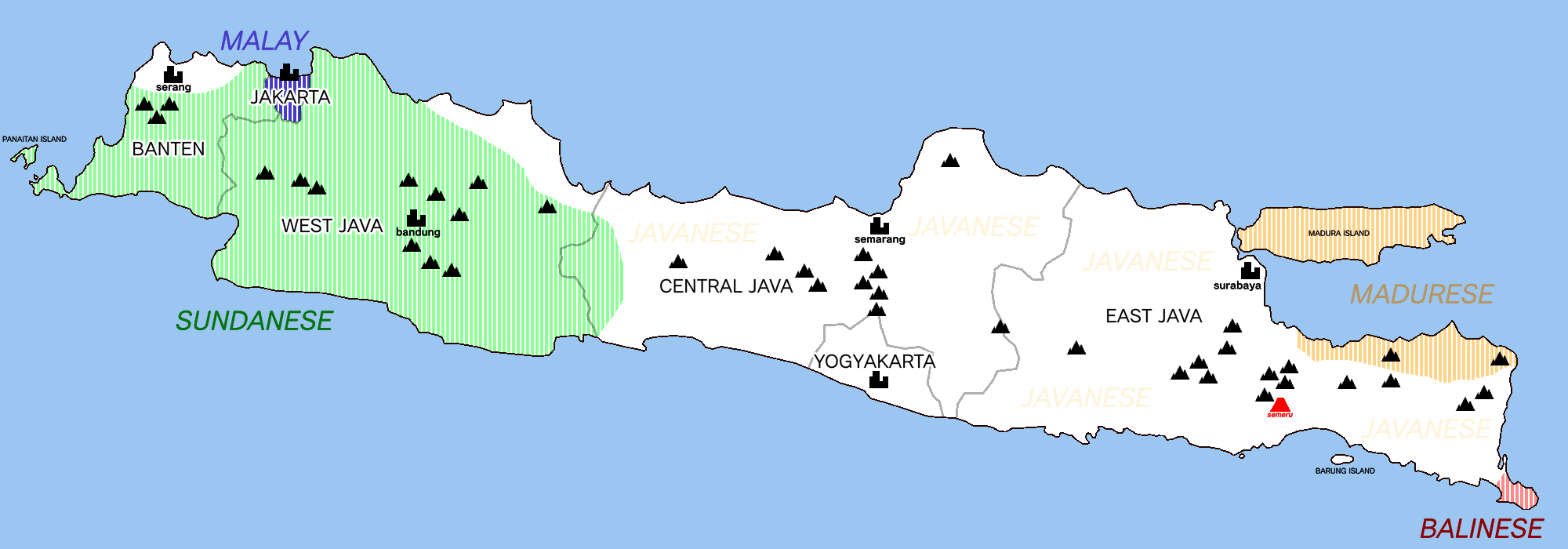
Karta som visar var sundaneserna bor på Java.

Sundanesiska talas av cirka 36 miljoner människor år 2010 och är det näst mest talade regionala språket i Indonesien. Enligt folkräkningen i Indonesien 2000 var denna siffra 30,9 miljoner. Språket talas i den södra delen av Banten-provinsen, samt större delen av Västjava och österut så långt som till Pamali-floden i Brebes, Centraljava. 

Det sundanesiska alfabetet.

Sundanesiska är nära besläktat med malajiska och minangiska, lika mycket som det är med javanesiska, vilket ses i att sundaneserna använder olika språknivåer som markerar rang och respekt – ett begrepp som har lånats från javaneserna. Det delar liknande ordförråd med både javanesiska och malayiska. Det finns flera dialekter av sundanesiskan, från Sunda–Banten-dialekten till Sunda–Cirebonan-dialekten i den östra delen av Västjava och fram till den västra delen av Centraljava-provinsen. Några av de mest distinkta dialekterna kommer från Banten, Bogor, Priangan och Cirebon. I Centraljava talas sundanesiskan i vissa delar av Cilacap-regionen och vissa delar av Brebes-regionen. Det är känt att den mest raffinerade sundanesiska dialekten – som anses vara dess ursprungliga form – talas i Ciamis, Tasikmalaya, Garut, Bandung, Sumedang, Sukabumi och särskilt Cianjur (den dialekt som talas av folk i Cianjur anses vara den mest raffinerade sundanesiska). Dialekten som talas på nordsidan, i Banten och Cirebon, anses vara mindre raffinerad, och språket som talas av Baduy-folket betraktas som den arkaiska typen av sundanesiskt språk, innan antagandet av begreppet språkstratifiering för att markera rang och respekt, vilket demonstrerades (och påverkades) av javaneserna.
Sundanesiska skrivs främst med det latinska alfabetet men man försöker att återuppliva den sundanesiska skriften som användes mellan 1300- och 1700-talet. Till exempel skrivs gatunamn i Bandung och flera städer i Västjava nu både med latinskt och sundanesiskt alfabet.

## Religion
De ursprungliga religiösa systemen hos sundaneserna var animism och dynamism, med vördnad för förfäder (karuhun) och naturandar identifierade som hyang, men bär även vissa drag av panteism. De bästa indikationerna finns i de äldsta episka dikterna (wawacan) och bland den avlägsna Baduy-stammen. Denna religion kallas Sunda Wiwitan ("tidig Sundanesisk"). Risjordbruket hade format kulturen, tron och det rituella systemet hos de traditionella sundaneserna, bland annat vördnaden för Nyai Pohaci Sanghyang Asri som risets och fertilitetens gudinna. Sundanesernas land i västra Java är bland de tidigaste platserna i den indonesiska övärlden som påverkades av indiska hindu-buddhistiska influenser. Tarumanagara, följt av Sunda-riket, antog hinduism redan på 400-talet. Batujaya-stupakomplexet i Karawang visar buddhistiska influenser i Västjava, medan Cangkuang Shiva-templet nära Garut visar hinduistisk påverkan. Den 16:e århundradets heliga text Sanghyang siksakanda ng karesian innehåller de religiösa och moraliska reglerna, vägledning, föreskrifter och lärdomar för de antika sundaneserna.

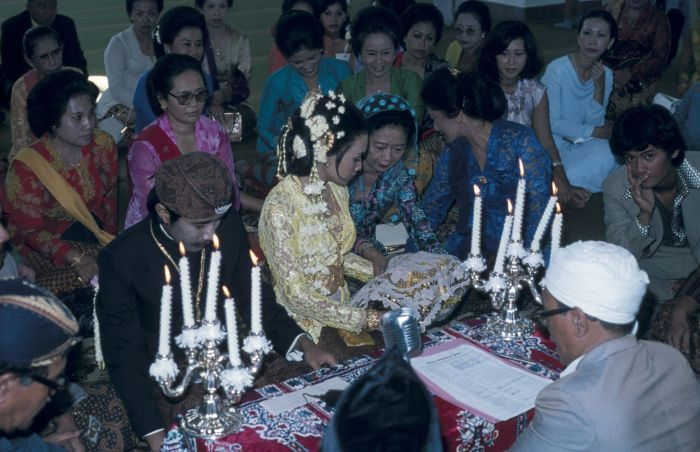
Akad nikah, sundanesisk islamisk bröllopsceremoni där vigsellöften avges framför penghulu (den religiösa vigselförrättaren) och vittnen.

Runt 1400-1500-talet började islam sprida sig bland sundaneserna genom indiska muslimska handelsmän, och dess antagande accelererade efter fallet av det hinduiska-animistiska Sunda-riket och grundandet av de islamiska sultanaten Banten och Cirebon på västra Javas kust. Många ulama (lokalt kända som "kyai") trängde in i byarna i de bergiga regionerna i Parahyangan och etablerade moskéer och skolor (pesantren) och spred den islamiska tron bland sundaneserna. Små traditionella sundanesiska samhällen behöll sina inhemska sociala och trosystem, antog självpålagd isolering och vägrade alla utländska influenser, mission och modernisering, som de i Baduy (Kanekes)-folket i inlandet av Lebak-distriktet. Vissa sundanesiska byar, som de i Cigugur Kuningan, behöll sina Sunda Wiwitan-tro, medan vissa byar, som Kampung Naga i Tasikmalaya och Sindang Barang Pasir Eurih i Bogor, även om de identifierar sig som muslimer, fortsätter att hålla fast vid pre-islamiska traditioner och tabun och vörda karuhun (förfäderandar). Idag är de flesta sundaneser sunni-muslimer.
Efter att västra Java föll under kontroll av Nederländska Ostindiska Kompaniet (VOC) i början av 1700-talet, och senare under Nederländska Indien, började den kristna evangelisationen bland sundaneserna av missionärer från Genootschap voor In- en Uitwendige Zending te Batavia (GIUZ). Denna organisation grundades av Mr F. L. Anthing och Pastor E. W. King 1851. Det var dock Nederlandsche Zendelings Vereeniging (NZV) som skickade sina missionärer för att omvända sundaneserna. De började missionen i Batavia och expanderade senare till flera städer i västra Java, som Bandung, Cianjur, Cirebon, Bogor och Sukabumi. De byggde skolor, kyrkor och sjukhus för de inhemska folken i västra Java. Jämfört med den stora muslimska sundanesiska befolkningen är antalet kristna sundaneser ganska litet. Idag är kristna i västra Java mestadels kinesiska indonesier som bor i västra Java, med endast små grupper av inhemska sundanesiska kristna.
I det samtida sundanesiska sociala och religiösa livet finns en växande skiftning mot islamism, särskilt bland urbana sundaneser. Jämfört med 1960-talet har många sundanesiska muslimska kvinnor idag valt att bära hijab. Fenomenet har även tidigare funnits inom den malajiska gemenskapen i Sumatra och Malaysia. Den moderna historien såg uppkomsten av politisk islam genom födelsen av Darul Islam Indonesia i Tasikmalaya, västra Java, redan 1949, även om denna rörelse senare krossades av den indonesiska republiken. I dagens politiska landskap ger sundanesiska områden i västra Java och Banten också stort stöd till islamiska partier som Prosperous Justice Party (PKS) och United Development Party (PPP). Det finns flera sundanesiska ulama och islamiska predikanter som har blivit framgångsrika och fått nationell popularitet, som Kyai Abdullah Gymnastiar, Ustadz Adi Hidayat och Mamah Dedeh, som har blivit TV-personligheter genom sina dakwah-program. Antalet sundaneser som ser Hajj (vallfärden till Mecka) som något med socialt anseende ökar. Å andra sidan finns det också en rörelse ledd av den minoritetsgrupp av konservativa traditionella sundaneser, Sunda Wiwitan-gemenskapen, som kämpar för att uppnå bredare acceptans och erkännande av sin tro och livsstil.

## Kultur

### Familj och sociala relationer

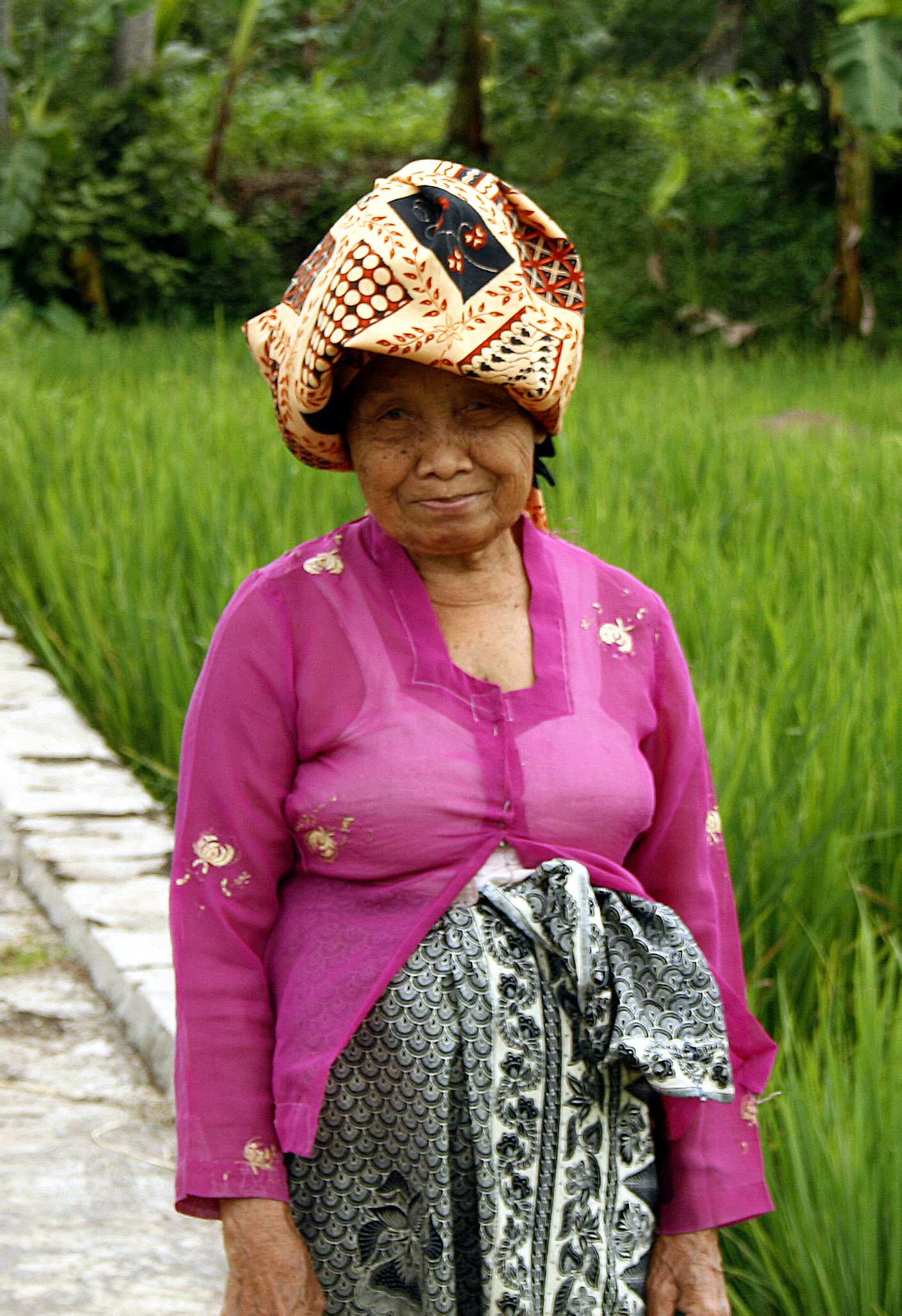
Äldre sundanesisk kvinna nära en risfält, i Garut, västra Java.

Sundanesiska kulturen liknar den javanska kulturen. Däremot skiljer den sig genom att den har ett mycket mindre strikt system av social hierarki. Sundaneserna, i sitt tänkesätt och beteende, uppvisar större jämlikhet och en motvilja mot stora klasskillnader, samt en gemenskapsbaserad materiell kultur, vilket skiljer dem från den feodala hierarkin som var tydlig bland folket i de javanska furstendömena. Den centrala javanska hovkulturen främjade en atmosfär som var gynnsam för elitistiska, stiliserade och felfritt slipade konstformer och litteratur. Sundanesiska kulturen bar få spår av dessa traditioner.
Kulturellt antar sig sundaneserna ett bilateralt släktskapssystem, där både manlig och kvinnlig härkomst är lika viktig. I sundanesiska familjer kretsar de viktiga ritualerna kring livscykler, från födsel till död, och innefattar många tidigare animistiska och hindu-buddhistiska samt islamiska traditioner. Till exempel, under den sjunde månaden av graviditeten, finns en ritual som kallas Nujuh Bulanan (identisk med Naloni Mitoni i javansk tradition), som har sina rötter i hinduistiska ritualer. Strax efter en babys födelse utförs en ritual som kallas Akekahan (från det arabiska ordet: Aqiqah); en islamisk tradition där föräldrarna slaktar en get för en flicka eller två getter för en pojke, och köttet kokas senare och delas ut till släktingar och grannar. Också utförs en omskärelsesceremoni på pojkar före puberteten och firas med en Sisingaan (lejon) dans.
Bröllopsceremonin är höjdpunkten av sundanesiskt familjefirande som involverar komplexa ritualer från naroskeun och neundeun omong (bröllopsförslag och avtal genomfört av föräldrar och familjeäldste), siraman (bröllopsdusch), seserahan (presenterar bröllopspresenter till bruden), akad nikah (bröllopslöften), saweran (blandat med sällskapsmynt, blommor och ibland även myntsmynt). ogifta gäster att samla in och som tros ge bättre lycka i romantiken), huap lingkung (bruden och brudgummen matar varandra i handen, med armarna sammanflätade för att symbolisera kärlek och tillgivenhet), bakakak hayam (bruden och brudgummen som river en grillad kyckling genom att hålla i vart och ett av dess ben; ett traditionellt sätt att avgöra vilket som kommer att dominera familjen, vilken är den stora familjen eller bröllopshuvudet), affärssläktingar, grannar och vänner som gäster. Döden i en sundanesisk familj utförs vanligtvis genom en serie ritualer i enlighet med traditionell islam, såsom pengajian (som reciterar Al-Koranen) inklusive att tillhandahålla berkat (rislåda med tillbehör) för gäster. Koranen reciteras dagligen, från dödsdagen till och med den sjunde dagen efter; senare uppträdde igen på den 40:e dagen, ett år och den 1 000:e dagen efter bortgången. Denna tradition idag följs dock inte alltid noggrant och troget eftersom ett växande antal sundaneser antar en mindre traditionell islam som inte upprätthåller många av de äldre traditionerna. 

### Konstformer

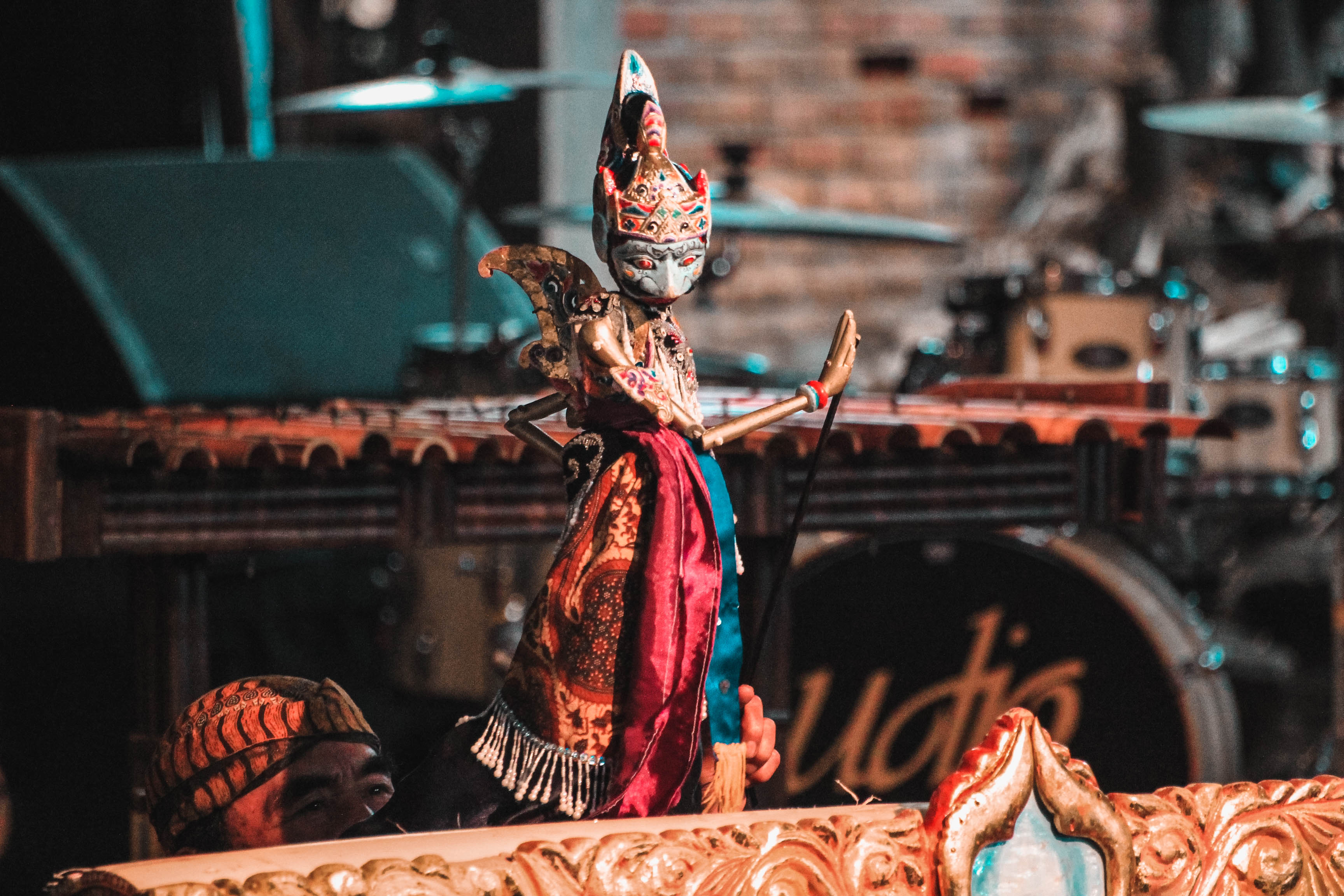
Wayang Golek, traditionell sundanesisk dockteater.

Sundanesisk litteratur var i grunden muntlig. Deras konstformer (såsom arkitektur, musik, dans, textilier och ceremonier) bevarade i hög grad traditioner från en tidigare fas av civilisationen, som sträcker sig tillbaka till den neolitiska perioden, och blev aldrig överväldigad (som österut i Java) av aristokratiska hinduistiska och buddhistiska idéer. Konst och kultur hos de sundanesiska folken speglar historiska influenser från olika kulturer, inklusive förhistoriska inhemska animistiska och schamanistiska traditioner, gammal hindu-buddhistisk arv och islamisk kultur. De sundanesiska folken har mycket levande, muntligt överförda minnen av den stora eran i Sunda-riket. Den muntliga traditionen hos de sundanesiska folken kallas Pantun Sunda, en chant av poetiska verser som används för berättande. Det är motsvarigheten till den javanska tembang, liknande men oberoende från malajpantun. Pantun Sunda återberättar ofta sundanesiska folktro och legender som Sangkuriang, Lutung Kasarung, Ciung Wanara, Mundinglaya Dikusumah, berättelser om kung Siliwangi och populära barnfolksberättelser som Si Leungli.

### Musik

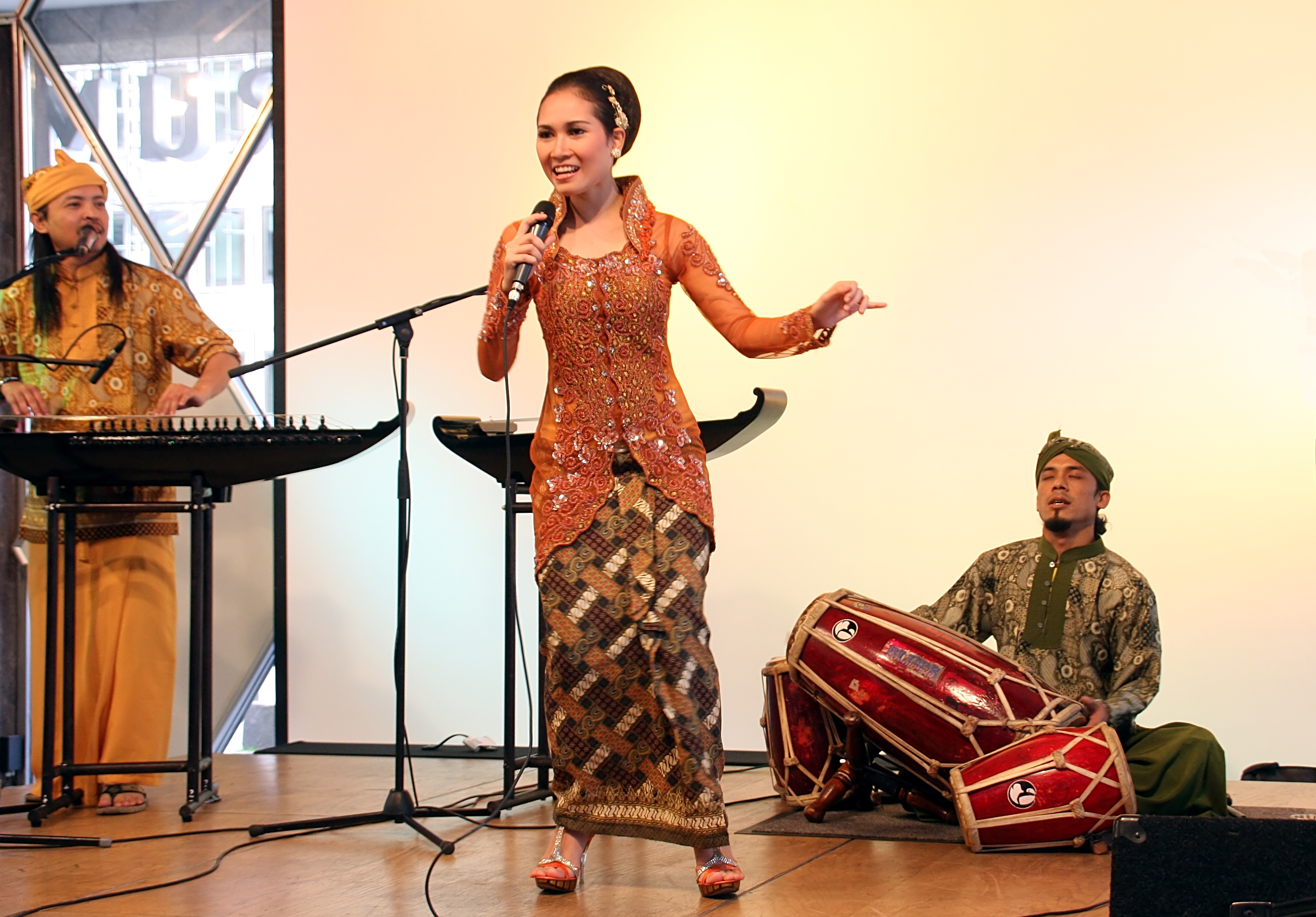
SambaSunda musikframträdande, som visar traditionella sundanesiska musikinstrument såsom kecapi, suling och kendang.

Traditional Sundanese arts include various forms of music, dance, and martial arts. The most notable types of Sundanese music are angklung bamboo music, kacapi suling music, gamelan degung, reyog Sunda and rampak gendang. The Angklung bamboo musical instrument is considered one of the world heritages of intangible culture.
De mest kända och distinkta sundanesiska danserna är Jaipongan, en traditionell social dans som vanligtvis, men felaktigt, förknippas med erotism. Andra populära danser som Merak-dansen beskriver färgglada dansande påfåglar. Sisingaan-dansen utförs främst i Subang-området för att fira omskärelseceremonin där pojken sitter på en lejonfigur som bärs av fyra män. Andra danser som Påfågelsdansen, Dewi-dansen och Ratu Graeni-dansen visar inflytande från Javanesiska Mataram-hovet.
Wayang golek-puppetspelet är den mest populära formen av wayang-föreställningar för sundanesiska folk. Många former av kejawen-dans, litteratur, gamelanmusik och skuggdocksföreställningar (wayang kulit) har sitt ursprung i Javanesiska. Sundanesiskt puppetry är mer påverkat av islamsk folktro än av de indiska episka verken som finns i de javanesiska versionerna.
Pencak silat, en kampsport inom den sundanesiska traditionen, kan härledas till den historiska figuren Kung Siliwangi från Sunda Pajajaran-riket, med Cimande som en av de mest framstående skolorna. Den nyligen utvecklade Tarung Derajat är också en populär kampsport i Västjava. Kujang är det traditionella vapnet för det sundanesiska folket.

### Arkitektur

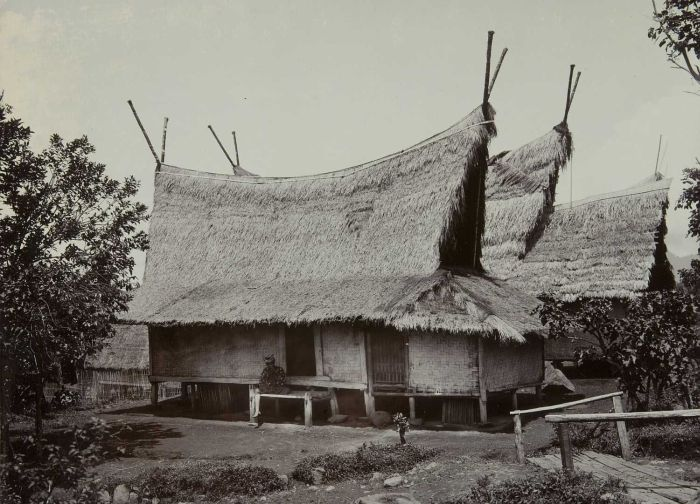
Traditionellt Sundanesiskt hus med Capit Gunting- form i Papandak, Garut.

Arkitekturen hos ett sundanesiskt hus kännetecknas av funktionalitet, enkelhet, blygsamhet, enhetlighet med få detaljer, användning av naturliga material som halm, och en ganska trogen efterlevnad av harmoni med naturen och miljön.
De traditionella sundanesiska husen har oftast en grundläggande form av en takrygg med gaveltak, vanligtvis kallad kampungstil, som är täckt med halmmaterial (svarta arenfibrer från ijuk, kirai, hateupblad eller palmblad) som täcker trästommar och balkar, väggar av vävt bambu, och strukturen byggs på korta pelare. Takvariationer kan inkludera sadeltak och kombinationen av sadeltak och valmatak.
Det mer utsmyckade överhängande gaveltaket kallas Julang Ngapak, vilket betyder "fågel som sprider sina vingar". Andra traditionella sundanesiska husformer inkluderar Buka Pongpok, Capit Gunting, Jubleg Nangkub, Badak Heuay, Tagog Anjing och Perahu Kemureb.
Bredvid husen är rislador, eller leuit på sundanesiska, också en viktig struktur i den traditionella sundanesiska jordbrukssamhället. Leuit är avgörande under Seren Taun-högtiden.

### Kök

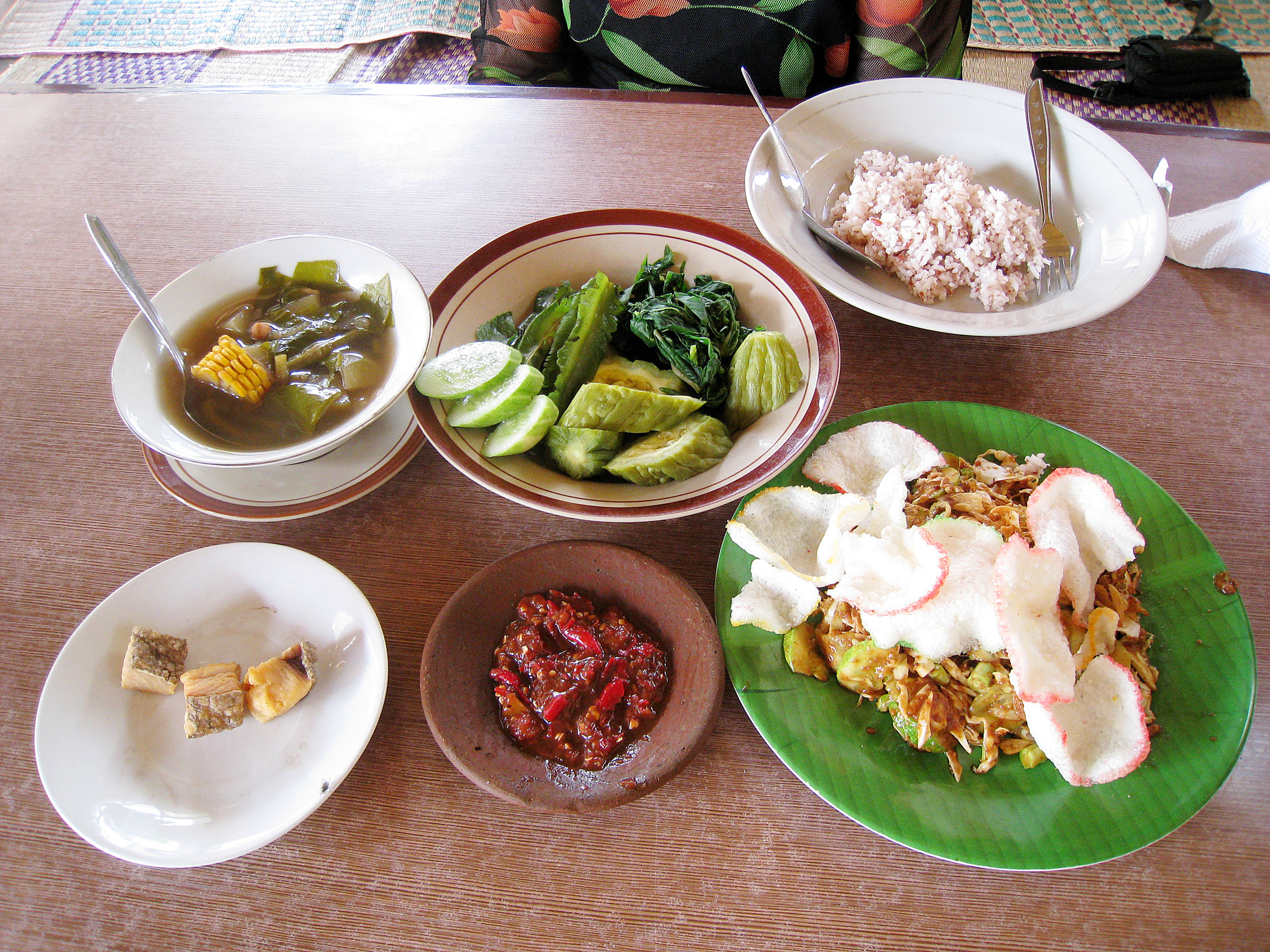
En typisk enkel sundanesiskt måltid består av ångad ris, friterad saltad fisk, sayur asem (grönsaker med tamarindbaserad soppa), lalab sambal (rå grönsakssallad med chilipasta) och karedok (grönsakssallad med jordnötspasta).

Sundanesisk matlagning är en av de mest kända traditionella maträtterna i Indonesien och finns också lätt att hitta i de flesta indonesiska städer. Sundanesisk mat kännetecknas av sin fräschör; den berömda lalab (rå grönsakssallad) som äts med sambal (chilipurée) och även karedok (jordnötspasta) visar Sundanernas förkärlek för fräscha råa grönsaker. Liksom andra etniska grupper i Indonesien äter Sundanesiska människor ris vid nästan varje måltid. Sundanesiska folk säger gärna, "Om du inte har ätit ris, har du inte ätit alls." Ris förbereds på hundratals olika sätt. Dock är det enkelt ångat ris som är huvuddelen i alla måltider.
Förutom ångat ris, läggs sidorätter som grönsaker, fisk eller kött till för att ge en variation av smaker samt för att tillföra protein, mineraler och näringsämnen. Dessa sidorätter grillas, friteras, ångas eller kokas och kryddas med olika kombinationer av vitlök, galangal (en växt från ingefärsfamiljen), gurkmeja, koriander, ingefära och citrongräs. Den örtiga maten som är inlindad och kokad i bananblad kallas pepes (på Sundanesisk: pais) och är populär bland Sundanesiska människor. Pepes finns i många varianter beroende på ingredienserna; karpfisk, ansjovis, hackat kött med ägg, svamp, tofu eller oncom. Oncom är en jäst jordnötspasta som är vanligt inom Sundanesisk matlagning, på samma sätt som dess motsvarighet, Tempe, som är populär bland Javanesiska folk. Vanligtvis är maten inte särskilt starkt kryddad, men den serveras med en kokande sås gjord på krossade chilifrukter och vitlök. På kusten är saltvattensfisk vanligt, medan i bergen tenderar fisken att vara antingen dammuppfödd karp eller guldfisk. En välkänd Sundanesisk rätt är lalapan, som består enbart av råa grönsaker som papayablad, gurka, aubergine och bittergurka. 
Generellt sett smakar Sundanesisk mat rik och umamifylld, men inte lika rik som Padang-mat och inte lika söt som Javanesisk mat.
I Sundanesisk kultur finns en tradition av att äta tillsammans, känd som Cucurak i Bogor-området eller Munggahan i Priangan-området. Denna tradition utförs vanligtvis tillsammans med utökad familj eller kollegor inför Ramadan. 

### Yrken

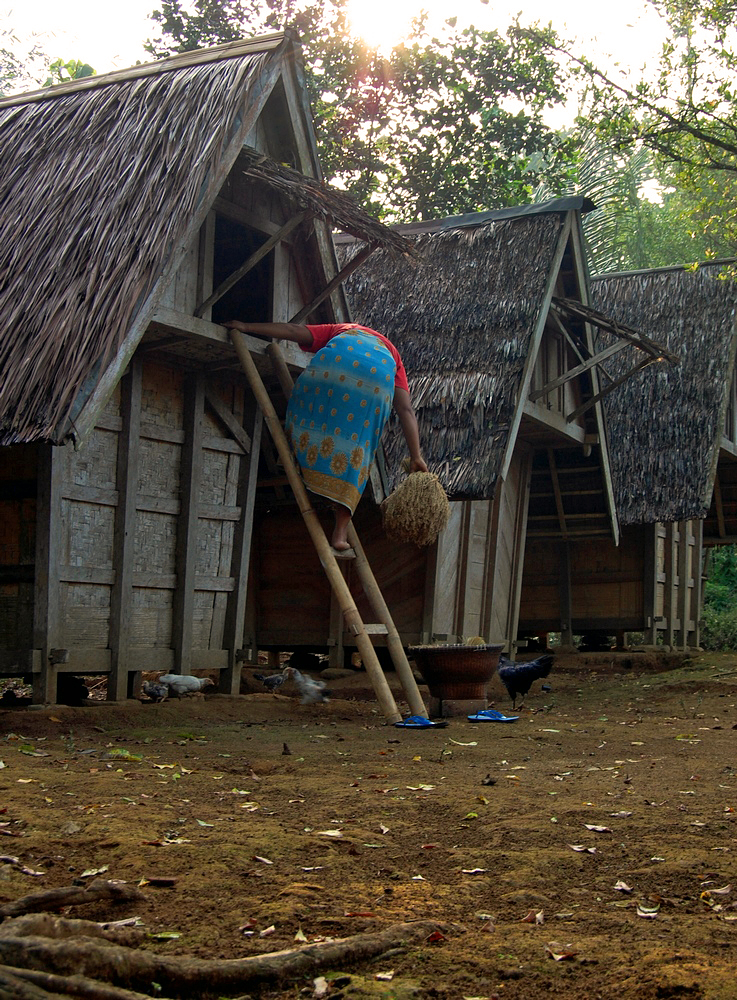
En Sundanesisk Leuit (rislada), eftersom Sundaneserna ursprungligen är risbönder.

Det traditionella yrket för Sundaneserna är jordbruk, särskilt risodling. Sundansk kultur och tradition är vanligtvis centrerad kring den jordbrukscykeln. Festligheter som Seren Taun-högtidsfirandet hålls i hög uppskattning, särskilt i de traditionella Sundanesiska samhällena i Ciptagelar by, Cisolok, Sukabumi; Sindang Barang, Pasir Eurih by, Taman Sari, Bogor; och det traditionella Sundanesiska samhället i Cigugur Kuningan. Den typiska Sundanesiska leuit (rislada) är en viktig del av traditionella Sundanesiska byar; det ses som en symbol för rikedom och välfärd. Sedan urminnes tider har Sundaneserna främst varit bönder. De tenderar att vara motvilliga till att vara statstjänstemän eller lagstiftare.

Förutom jordbruk väljer Sundaneser ofta att arbeta med affärer och handel för att försörja sig, även om de flesta är traditionella entreprenörer, såsom resande mat- eller dryckesförsäljare, etablering av blygsamma warung (matstånd) eller restauranger, försäljare av dagliga konsumtionsvaror eller öppnar en enkel frisersalong. Deras förkärlek för att starta och driva småskaliga företag beror troligen på Sundanesernas tendens att vara självständiga, bekymmersfria, jämlika, individualistiska och optimistiska. De verkar avsky den rigida strukturen och reglerna för statliga kontor. Flera traditionella resande matförsäljare och matstånd, såsom Siomay, Gado-gado och Karedok, Nasi Goreng, Cendol, Bubur Ayam, Roti Bakar (grillat bröd), Bubur kacang hijau (gröna bönor gröt) och Indomie snabbnudelstånd, drivs särskilt av Sundaneser.
Trots detta finns det ett antal Sundaneser som framgångsrikt har banat väg för sina karriärer som intellektuella eller politiker inom nationell politik, statliga tjänster och militära positioner. Några framstående Sundaneser har nått höga positioner inom den indonesiska regeringen som guvernörer, borgmästare, vice presidenter och statsministrar, samt som officerare och generaler inom den indonesiska militären.
Sundaneser är också kända för att vara glada och lättrörliga människor, då de älskar att skämta och retas. Wayang golek-konstformen med karaktärerna Cepot, Dawala och Gareng punakawan visar upp Sundanesernas excentriska sida. Vissa Sundaneser finner konst och kultur som sin passion och blir konstnärer, antingen inom bildkonst, musik eller scenkonst. Idag finns det flera Sundaneser verksamma inom musik- och underhållningsindustrin, med några av Indonesiens mest kända sångare, musiker, kompositörer, filmregissörer, film- och sinetronskådespelare som har Sundansk ursprung.

## Anmärkningsvärda människor

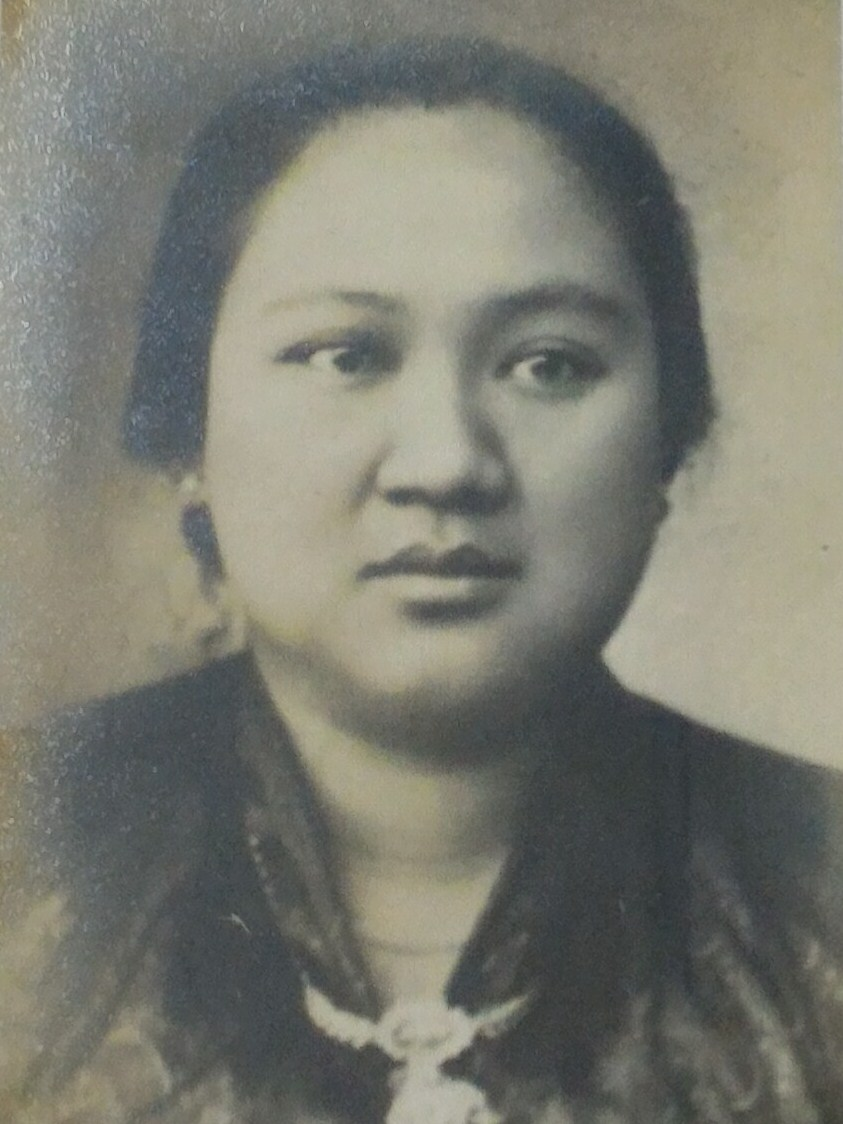
Dewi Sartika, erkänd som en nationell hjälte från Västra Java.

Noterbara Sundaneser som har erkänts som nationella hjältar i Indonesien inkluderar Dewi Sartika som kämpade för jämlikhet i kvinnors utbildning, samt statsman som Oto Iskandar di Nata och Djuanda Kartawidjaja. Tidigare guvernör i Jakarta Ali Sadikin och Anies Baswedan, tidigare vice president Umar Wirahadikusumah, och tidigare försvarsminister Agum Gumelar, samt utrikesministrar som Mochtar Kusumaatmadja, Hassan Wirajuda och Marty Natalegawa, Meutya Hafid är bland de framstående Sundaneserna inom politiken. Ajip Rosidi och Achdiat Karta Mihardja är bland Indonesiens framstående poeter och författare.
Den moderna indonesiska underhållningsindustrin anställer ett stort antal Sundanesisk konstnärer som har blivit Indonesiens mest kända sångare, musiker, kompositörer, filmregissörer, skådespelare inom film och sinetron. Kända dangdut-sångare som Rhoma Irama, Elvy Sukaesih och musiker och kompositörer som Erwin Gutawa samt sångare som Adhisty Zara, Roekiah, Hetty Koes Endang, Vina Panduwinata, Nicky Astria, Nike Ardilla, Poppy Mercury, Rossa, Gita Gutawa och Syahrini, indonesiska sinetron-skådespelare som Raffi Ahmad, Jihan Fahira och Asmirandah Zantman, stuntkoreograf, filmactionstjärnan Kang Cecep Arif Rahman, samt filmregissören Nia Dinata, är bland konstnärerna med Sundanesisk bakgrund. Den berömda wayang golek-dockspelaren var Asep Sunandar Sunarya, medan Sule, Jojon och Kang Ibing är populära komiker. Inom sport inkluderar indonesiska atleter med Sundanesisk bakgrund badminton-OS-guldmedaljörerna Taufik Hidayat, Ricky Subagja och Rizki Juniansyah.